# Acantopteroctetídeos
Acanthopteroctetidae é uma pequena família de mariposas primitivas com dois gêneros descritos, Acanthopteroctetes e Catapterix, e um total de sete espécies descritas.
A partir de 2002, os Acanthopteroctetidae foram classificados como uma única família na superfamília Acanthopteroctetoidea e infraordem Acanthoctesia. Com base em pesquisas mais recentes, eles podem ser incluídos (ao lado dos Neopseustidae e dos Aenigmatineidae) na superfamília Neopseustoidea.:675, 681

## Morfologia
As mariposas desta superfamília são geralmente pequenas (mas uma tem 15 mm de envergadura) e iridescentes. Como outras Coelolepida "homoneuras" e Heteroneura não ditrysianas, os ocelos estão perdidos. Há uma variedade de características estruturais únicas e são evolutivamente distintas. As fêmeas adultas de Catapterix crimaea e C. tianshanica são desconhecidas.

## Diversidade e distribuição
Quatro das espécies do gênero-tipo Acanthopteroctetes (A. aurulenta, A. bimaculata, A. tripunctata e A. unifascia) estão muito localizadas no oeste da América do Norte enquanto sua quinta espécie (A. nepticuloides) foi descrita na África do Sul. O gênero Catapterix tem duas espécies, das quais Catapterix crimaea foi observada na Crimeia e no sul da França, enquanto Catapterix tianshanica é conhecida no Quirguistão.
Além disso, sabe-se que existem dois táxons, mas até agora não foram formalmente descritos: um dos Andes no Peru,:691:54 e um da China.:691

## Taxonomia
Por volta do início do século, eles foram considerados o quinto grupo no pente de eventos ramificados na filogenia dos lepidópteros existentes,: 10 e também considerados como representando a linhagem mais basal do grupo de lepidópteros Coelolepida (junto com Lophocoronoidea e o grupo massivo "Myoglossata") caracterizado em parte por sua morfologia com escamas.:53–54
Pesquisas sobre a filogenia molecular dos lepidópteros desde então indicaram uma estreita relação entre os Acanthopteroctetidae, os Neopseustidae e os Aenigmatineidae,:672–681 e os três podem ser considerados parte de uma única superfamília Neopseustoidea em vez de três superfamílias monobásicas separadas.: 681 Dados moleculares da mesma pesquisa mostraram fraco suporte para o clado Coelolepida e contradisseram fracamente a colocação de Acanthopteroctetidae como a linhagem mais basal de Coelolepida.:676 
O gênero Catapterix foi originalmente descrito dentro de sua própria família, Catapterigidae,  que é considerado um sinônimo júnior de Acanthopteroctidae, com o qual compartilha características estruturais especializadas, incluindo morfologia de asa semelhante (em A. unifascia).:1255

## Biologia
Dados sobre as espécies em Acanthopteroctetidae são escassos. Das sete espécies descritas, apenas Acanthopteroctetes unifascia tem uma descrição completa do estágio larval disponível.:691 Além de um único registro de um espécime provisoriamente identificado como Acanthopteroctetes bimaculata,:691 as larvas das espécies restantes em ambos os gêneros são desconhecidas.
As larvas de Acanthopteroctetes unifascia são minadores de folhas do gênero arbustivo Ceanothus (Rhamnaceae). Eles formam minas em forma de mancha e hibernam como larvas, após o que a alimentação continua na primavera. A pupação ocorre em um casulo no solo. As mariposas adultas emergem durante a primavera e são diurnas.
O espécime provisoriamente identificado como Acanthopteroctetes bimaculata foi registrado a partir de uma mina foliar em um Ribes sp. (Grossulariaceae).:691 

## Conservação
Em setembro de 2022, nenhuma das espécies de Acanthopteroctetidae foi avaliada pela IUCN.